# Sinhalite
La sinhalite est un simple borate d'aluminium et de magnésium, de formule développée Mg Al[BO4].
Ce corps minéral naturel cristallin, de la structure typique du péridot et de maille orthorhombique, de densité de l'ordre de 3,5 et de dureté entre 6 ½ et 7 typique du quartz ou de la pyrite, est une gemme brune à jaune foncé très rare, le plus souvent associée en masses irrégulières aux roches hautement métamorphisées, encore plus rare sous forme de cristaux euédriques dans les marbres dolomitiques et skarns ayant subi un métamorphisme de contact avec les granites et gneiss en formation, les roches calcaires.

## Inventeur et étymologie, géotype
Elle a été décrite en 1952 à partir d'échantillons de valeur de gemme de Ratnapura à Sri Lanka. Sa racine sinhala rappelle le nom sanskrit de l'île de Ceylan. Les minéralogistes anglais Claringbull et Hey ont été intrigués par la couleur brune très foncée, presque noire d'un échantillon, ainsi que par le pléochroïsme fort et de colorations différentes selon les angles d'observations ou les directions de l'espace des autres échantillons, données selon eux incompatibles avec la gemme péridot brun vert du minéral nésosilicate olivine (Mg,Fe)2[SiO4]. L'analyse a révélé un simple monoborate anhydrite, mais à structure typique du péridot. Une partie des échantillons de découvertes sont référencés au Natural History Museum de Londres.
Très longtemps, ce minéral monoborate rare a donc été confondu avec le péridot pour sa dureté et ses couleurs brun verdâtre, jaune vif, rose brunâtre. La confusion s'était aussi communément étendue au chrysobéryl et au zircon brun.
Les graviers et sables grossiers du district de Ratnapura contiennent aussi des rubis, des saphirs et des grenats, à l'origine de gemmes bien plus renommées par leur éclat ou leur couleur que les péridots et les sinhalites souvent brunâtres.

## Caractéristiques
Elle se distingue notamment par sa densité et sa dureté, ainsi que son pléochroïsme.
L'analyse chimique pondérale, par exemple pour l'art verrier, donne en masse 31,96 % MgO, 27,61 % B2O3 et 40,43 % Al2O3.

## Cristallochimie et cristallographie
La sinhalite, monoborate anhydre d'aluminium et de magnésium, fait partie structurellement du groupe de l'olivine ou du péridot, sa gemme. 
Il s'agit de l'anion borate BO4 5− isolé.
Le remplacement du cation aluminium par le cation ferrique s'opère parfois en partie, la formule devient Mg (Fe,Al) [BO4].
La forte couleur brune serait produite par le transfert de charge électronique de l'anion oxyde O2−→ Fe3+ plaçant Fe2+ en coordination octaédrique. L'atome de chrome joue le même rôle, accentuant la couleur rose.
Le trichroïsme implique les différentes couleurs, verte, brune légère et brune profonde et sombre, mais aussi les teintes rosées et verdâtres.

## Gîtologie
Il s'agit d'un minéral secondaire très rare.
La gemme sinhalite peut être présente  dans les skarns boratés au contact des calcaires ou pierre à chaux avec des roches plutoniques comme granite ou des roches métamorphiques comme le gneiss, Les gemmes sont découvertes parmi les sables et galets alluviaux provenant de la dégradation de ces roches métamorphisées en profondeur ou au contact de points chauds.
Association minéralogique : spinelle, serendibite, ludwigite, warwickite, sussexite, szaibelyite.

## Gisements
- Birmanie

Mogok
- Canada

près de Bancroft, Ontario
- Chine

gisement de boraté de Huayuangou, province de Liaoning
- Madagascar

gemmes atteignant parfois 20 g
- Russie

gisement de fer Tayozhnoye à base de skarn à fer boraté, plateau d'Aldan, Yakoutie
ou dépôt de fer boraté de la Taïga, Sakha
- Sri Lanka

graviers roulés de Elahera, Eheliyagoda, Nivitigala, Balangoda, Nirialla, district de Ratnapura, Sabaragamuwa Province
- Tanzanie

cristaux rosés de collection, secteur de Kwakonje, district Handeni
- États-Unis

Carrière Edison-Bognard de Rudeville ou carrière Bodnar, près de Hamburg, comté de Sussex, New-Jersey
carrière Amity, près de Warwick, Orange County, état de New-York
Johnsburg, comté Warren, état de New-York

## Usage
Outre son utilisation en gemmologie, elle est recherchée par les collectionneurs. Le musée de minéralogie de la Smithsonian Institution à Washington en possède une gemme de 109,80 carats, régulièrement exposée.
Polies et taillées en cabochons ou en pierres précieuses géométriques à multifacettes, les gemmes gardent le nom racinaire de sinhalas, soit littéralement les cingalaises.